# Procédure d'adhésion de la Finlande à l'Union européenne
La procédure d’adhésion de la Finlande à l'Union européenne est le processus qui a permis à la Finlande de rejoindre l'Union européenne le 1er janvier 1995. L'Union européenne s'est ainsi élargie à 15 États.

## Historique

### Référendums et traité d'adhésion
À la suite des résultats des deux référendums (Finlande et Åland), la Finlande signe le traité de Corfou en 1994 et intègre l'Union européenne le 1er janvier 1995, lors du quatrième élargissement de l'Union européenne. Åland signe un protocole spécifique confirmant les dispositions spécifiques relatives à son statut vis-à-vis de la Finlande et de l'Union européenne.

## Questions liées à l'adhésion finlandaise
La question d'Åland s'est posé avant l'adhésion de la Finlande ; Åland est une des 19 régions de Finlande, elle dispose d'une large autonomie et jouit d'un statut d'État libre associé. Cette autonomie est inscrite dans la Constitution finlandaise et la seule langue officielle d'Åland est le suédois. La langue d'enseignement est le suédois, le finlandais étant à même titre que le français et l'allemand une matière à option ; les 5 % de la population parlant le finnois ne sont pas une minorité reconnue, alors que la Finlande continentale est bilingue. C'est pourquoi un référendum séparé a été réalisé sur l'archipel et un protocole spécifique ajouté au traité d'adhésion de la Finlande précisant des modalités sur la TVA, le droit communautaire ou encore l'accès au marché commun.

## Compléments